# Sohlingen
 (mars 2024).
Sohlingen est un quartier de la commune d'Uslar, dans le Land de Basse-Saxe.

## Histoire
Sohlingen est mentionné pour la première fois comme "Sologe" dans un document daté du 20 juillet 963, lorsque l'empereur Otton II accorde le droit de vote au couvent de Hilwartshausen. Selon les documents, l'empereur aurait séjourné à Sohlingen plus tard, ce qui laisse supposer la présence d'une cour royale, bien que aucun vestige archéologique n'ait été découvert. En septembre 994, une Diète d'Empire a lieu à Sohlingen ; le futur empereur Otton III aurait reçu la pleine capacité gouvernementale sous la forme d'une épée.
En 1829, un atelier modèle de blanchiment est créé à Sohlingen en raison de la disponibilité des prairies environnantes et de l'eau de l'Ahle. En 1910, Alwin Streitbach, alors maître blanchisseur, obtient le contrat pour l'achat de l'usine de blanchiment de Sohlingen. En septembre 1936, l'inscription des frères Schockbach est radiée du registre du commerce et la société Hermannwickel de Waschsbleiche près de Bielefeld est nommée liquidateur. Une installation de rouissage du lin est installée sur le site de l'ancienne installation de blanchiment modèle et existe jusqu'en 1953. La société Norbert Kordes acquiert le site en 1955 et commence à produire des câbles électriques. Kordes-Kabel est l'un des plus grands fabricants de câbles en Allemagne.
À la fin de la Seconde Guerre mondiale, la gare de Sohlingen est attaquée par des avions de combat alliés, trois bombes sont larguées sans causer de dégâts importants. Lors de l'avancée des troupes alliées, les pointes de chars tirent sur le clocher de Sohlingen et le endommagent.
Le 1er mars 1974, Sohlingen est intégré à la ville d'Uslar.